# Дальня Полуб'янка
Дальня Полуб'янка (рос. Дальняя Полубянка) — село у Острогозькому районі Воронезької області Російської Федерації.
Населення становить 401  особу. Входить до складу муніципального утворення Дальнєполуб'янське сільське поселення.

## Історія
Населений пункт розташований у межах суцільної української етнічної території, частини Східної Слобожанщини. До Перших визвольних змагань належав до Воронезької губернії.
Згідно із законом від 15 жовтня 2004 року входить до складу муніципального утворення Дальнєполуб'янське сільське поселення.

## Населення
| 2000 | 2005 | 2010 |
| ---- | ---- | ---- |
| 598  | ↘485 | ↘401 |